# Klara Thaner

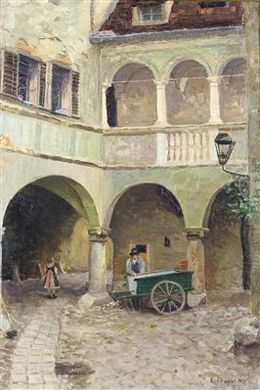
Hof-Krebsenkeller Graz

Klara Thaner (* 3. Juli 1872 in Innsbruck; † 14. Oktober 1936 in Graz) war eine österreichische Malerin.

## Leben
Klara Thaner war eine Tochter des österreichischen Juristen und Professors Friedrich Thaner (1839–1915), der 1871 an die Universität Innsbruck und 1888 an die Universität Graz berufen worden war, und dessen Ehefrau Amalia, geb. Hempel. Sie besuchte die Steiermärkische Landeskunstschule in Graz unter dem Landschaftsmaler Alfred Zoff und war eine Schülerin von Walter Thor und Walter Püttner in München. Später lebte sie wieder in Graz.
Thaner malte Landschaften und Stillleben in Öl. Sie war Mitglied des Österreichischen Künstlerbunds, mit dem sie mehrfach im Kunstsalon Pisko in Wien ausstellte. Sie gehörte auch der Vereinigung Bildender Künstler Steiermarks an und beschickte deren Jahresausstellungen. Zudem stellte sie mit der Wiener Kunstgemeinschaft aus. 1932 wurde sie mit der Silbernen Medaille der Stadt Graz ausgezeichnet.
Klara Thaner starb 1936 im Alter von 64 Jahren. Sie wurde auf dem Zentralfriedhof Graz beigesetzt (Feld 16d II 6).

## Werke (Auswahl)

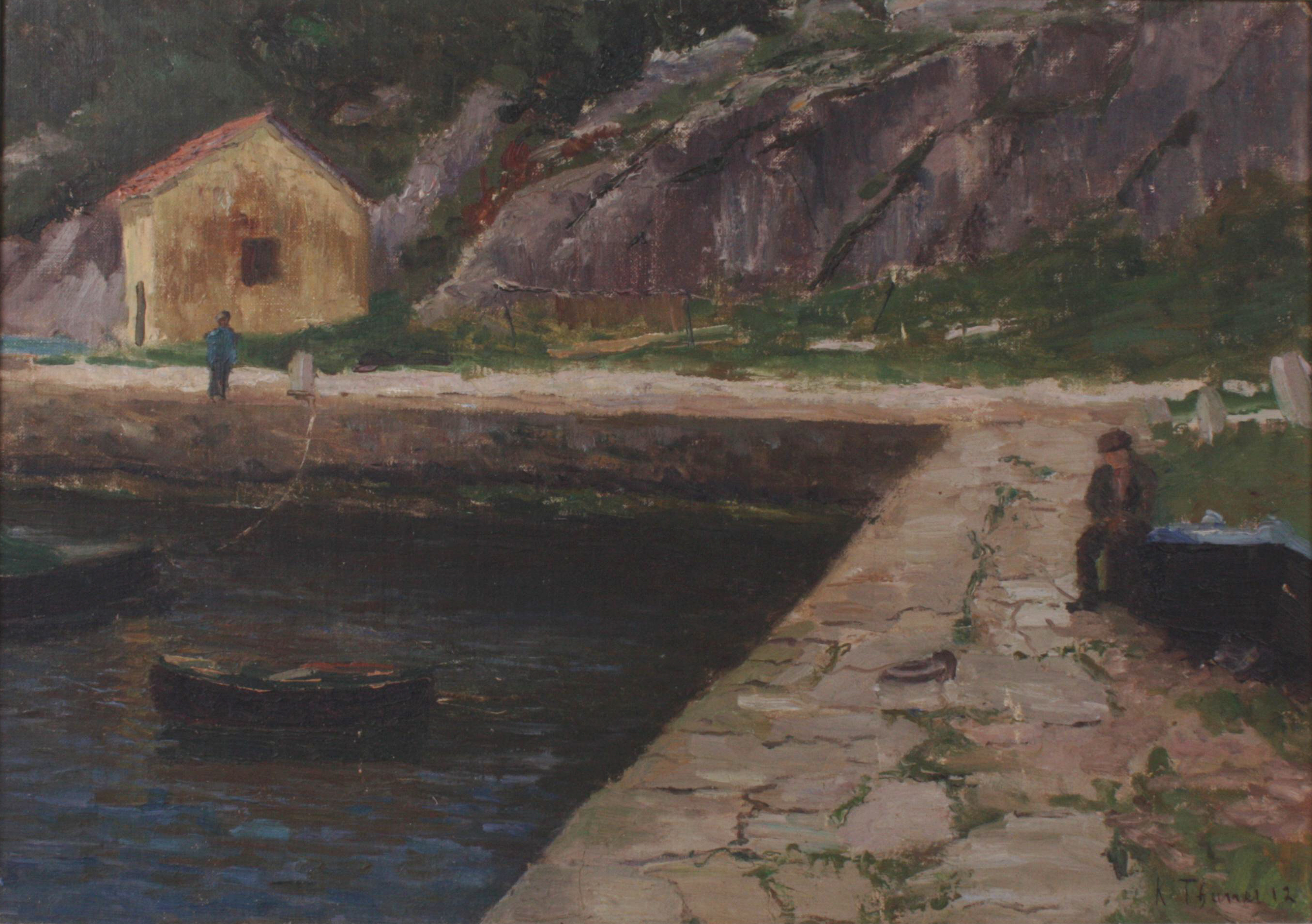
Südländische Landschaft (1912)

- Altes Monturdepot in Graz, im Besitz der Stadtgemeinde Graz[3]
- Bäuerin bei der Arbeit, 1911, Signatur und Datum unten rechts „K Thaner 11“, Öl auf Leinwand, 52,5 × 49 cm
- Südländische Landschaft mit Kai, 1912, Signatur und Datum unten rechts „K Thaner 12“, Öl auf Leinwand, 40,5 × 57 cm
- Hufschmiede, Öl, ausgestellt 1911 österreichischer Künstlerbund, Kunstsalon Pisko, Wien
- Die Dorflinde, Öl, ausgestellt 1912 österreichischer Künstlerbund, Kunstsalon Pisko, Wien[6]
- Blühender Kirschbaum, Öl, ausgestellt 1912 österreichischer Künstlerbund, Kunstsalon Pisko, Wien
- Alter Hof in Graz, Öl, ausgestellt 1913 österreichischer Künstlerbund, Kunstsalon Pisko, Wien
- Feldblumen, Öl, ausgestellt 1915 österreichischer Künstlerbund
- Hof-Krebsenkeller Graz, 1919, Signatur und Datum unten rechts „K. Thaner 1919“, Öl auf Leinwand, 84,5 × 56 cm
- Gewitter im Hochmoor, ausgestellt 1921 Studien- und Skizzenausstellung der Kunstgemeinschaft, Palmenhaus, Wien[7]
- Schneelandschaft, ausgestellt 1921 Genossenschaft der bildenden Künstler Steiermarks, Wiener Künstlerhaus[8]
- Hauptplatz in Graz, ausgestellt 1927 Kunstgemeinschaft, Wien
- Flusslandschaft mit Häusern und Fährsteg, 1935, Öl auf Leinwand, 30 × 43 cm